# Дете Дукадинче
Дете Дукадинче е юнак от българския юнашки епос, един от най-големите юнаци в народното творчество. 
Думата дете/детенце в епическите народни песни понякога се включва в името на юнаци, които са деца на юнаци: Секула Детенце/Дете Секулово, Дете Новаково/Дете Татомирче, Груица Детенце, Дете Дукадинче; има обаче и друга група юнаци, които са си деца, но по сила понякога надминават и най-големите възрастни юнаци (като Дете Голомеше).
За Дете Дукадинче в една от песните се споменава, че е на седем години. Някои изследователи допускат, че Дете Дукадинче е юнак, свързан със семейството Дукадини, средновековни феодални владетели в земите на днешна Северна Албания, напр. с Лека Дюкачин от XV век; Евг. Теодоров го свързва със стар спомен за Йоан Владимир от XI век, убит според Дуклянската хроника вероятно от Йоан Владислав.
За отношенията между Крали Марко и Дете Дукадинче се пее в многобройни варианти на народна песен, която понякога е част от явно начално обединяване на народни песни в епопея за Крали Марко. Основен момент е надпреварата между двамата юнаци.
Крали Марко пита Вида самовила, пребродила гори и води, летяща и в небесата (в други песенни версии пита Вечерницата), има ли по-голям юнак от него. Отговорът е, че в Дукана града живее Дете Дукадинче, което е на седем години и е седем пъти по́ юнак от него. Марко тръгва да го погуби. В различните варианти на песента се срещат различни начини, по които мерят силите си, но във всички песни Дете Дукадинче надвива и накрая Марко с коварство го погубва, поради което е проклет никой да не знае гроба му.  
В песен от село Връбница, Софийско, съчетаваща борбата на Крали Марко с Вида самовила и надпреварването му с Дете Дукадинче и отличаваща се с епическа широта и сложност на характерите, Марко предлага на съперника си да отидат в пусти пустини, сухи планини, без вода, да видят кой ще издържи три недели. Дете Дукадинче отговаря, че и шест недели може да издържи. И наистина, на третата неделя Марко ожаднава и за да погуби юнака, измисля коварство и го убива в гръб. Разсечено от Марковата сабя, Дете Дукадинче проклина Крали Марко да няма гроб и никой да не знае къде е умрял, със същата клетва проклина и коня му.